# The Menace to Carlotta
The Menace to Carlotta est un film muet américain réalisé par Allan Dwan et sorti en 1914.

## Fiche technique
- Réalisation : Allan Dwan
- Scénario : Lon Chaney
- Durée : 20 minutes
- Date de sortie : États-Unis : 22 mars 1914

## Distribution
- Pauline Bush : Carlotta
- William C. Dowlan : Tony
- Murdock MacQuarrie : le père de Tony
- Lon Chaney : Giovanni Bartholdi
- John Burton : le Vautour